# Tanto (Pablo Alborán)
Tanto è il secondo album in studio del cantautore spagnolo Pablo Alborán, pubblicato nel 2012.

## Tracce
1. El beso – 4:19
2. Dónde está el amor (ft. Jesse & Joy) – 3:43
3. Yo no lo sabía – 3:57
4. Deshidratándome – 4:04
5. Toda la noche – 3:02
6. Seré – 4:11
7. Tanto – 4:16
8. Quién – 4:06
9. En brazos de ella – 3:54
10. Éxtasis – 3:56
11. Me iré – 4:07

## Classifiche
| Classifica (2012) | Posizione massima |
| ----------------- | ----------------- |
| Portogallo        | 1                 |
| Spagna            | 1                 |